# Sutter Creek
Sutter Creek és una població dels Estats Units a l'estat de Califòrnia. Segons el cens del 2007 tenia 2.945 habitants.

## Demografia
Segons el cens del 2000, Sutter Creek tenia 2.303 habitants, 1.025 habitatges, i 658 famílies. La densitat de població era de 532,5 habitants/km².
Dels 1.025 habitatges en un 27% hi vivien nens de menys de 18 anys, en un 51,2% hi vivien parelles casades, en un 9,7% dones solteres, i en un 35,8% no eren unitats familiars. En el 32,1% dels habitatges hi vivien persones soles el 18,2% de les quals corresponia a persones de 65 anys o més que vivien soles. El nombre mitjà de persones vivint en cada habitatge era de 2,25 i el nombre mitjà de persones que vivien en cada família era de 2,79.
Per edats la població es repartia de la següent manera: un 23,2% tenia menys de 18 anys, un 5,9% entre 18 i 24, un 20,3% entre 25 i 44, un 28,1% de 45 a 60 i un 22,4% 65 anys o més.
L'edat mediana era de 45 anys. Per cada 100 dones de 18 o més anys hi havia 78,6 homes.
La renda mediana per habitatge era de 47.000 $ i la renda mediana per família de 55.795 $. Els homes tenien una renda mediana de 46.563 $ mentre que les dones 30.188 $. La renda per capita de la població era de 23.100 $. Entorn del 4,9% de les famílies i el 7,8% de la població estaven per davall del llindar de pobresa.

## Poblacions més properes
El següent diagrama mostra les poblacions més properes.